# Cotyachryson
Cotyachryson é um gênero de cerambicídeos da tribo Achrysonini; compreende três espécies, com distribuição restrita ao Chile.

## Espécies
- Cotyachryson inspergatus (Faimaire & Germain, 1859)
- Cotyachryson philippii (Porter, 1925)
- Cotyachryson sulcicorne (Germain, 1898)